# Triste tigre
Triste tigre est un récit, écrit par Neige Sinno et publié le 17 août 2023 aux Éditions P.O.L. 
Il s’agit du roman français le plus récompensé en 2023, notamment par le prix Femina, le prix Goncourt des lycéens et le prix littéraire du Monde, et, traduit en italien par Luciana Cisbani et publié par Neri Pozza Editore (it), le prix Strega européen en 2024. 
L’écrivaine revient sur l’inceste qu’elle a subi enfant, adoptant le point de vue du bourreau et analysant le viol comme thématique littéraire et politique. C’est le troisième livre de l’écrivaine.

## Résumé
La narratrice raconte et analyse les viols que son beau-père lui a fait subir dans son enfance. Le livre est plus largement une réflexion sur le mal.
« Il disait qu’il m’aimait. Il disait que c’est pour pouvoir exprimer cet amour qu’il me faisait ce qu’il me faisait, il disait que son souhait le plus cher était que je l’aime en retour. Il disait que s’il avait commencé à s’approcher de moi de cette manière, à me toucher, me caresser c’est parce qu’il avait besoin d’un contact plus étroit avec moi, parce que je refusais de me montrer douce, parce que je ne lui disais pas que je l’aimais. Ensuite, il me punissait de mon indifférence à son égard par des actes sexuels. »
Entre 7 et 14 ans, la petite Neige est violée régulièrement par son beau-père. La famille recomposée vit dans les Alpes, dans les années 1990, et mène une vie de bohème un peu marginale. En 2000, Neige et sa mère portent plainte et l’homme est condamné, au terme d’un procès, à neuf ans de réclusion. 
Ce livre est un récit confession qui porte autant sur les faits et leur impossible explication que sur la possibilité de les dire, de les entendre. C’est une exploration autant sur le pouvoir que sur l’impuissance de la littérature. Pour se raconter, la narratrice doit interroger d’autres textes, d’autres histoires. Elle entraîne le lecteur dans une relecture radicale de Lolita de Vladimir Nabokov, ou Virginia Woolf, et de nombreux autres textes sur l'inceste et le viol (Toni Morrison, Christine Angot, Virginie Despentes). 
Pour exprimer l'exil que subit la narratrice, le titre du livre est une référence au roman Trois tristes tigres de l'écrivain Guillermo Cabrera Infante, Cubain exilé en Espagne, et au film éponyme réalisé par Raoul Ruiz quand il est sur le point de quitter le Chili. « Ces références sont remplacées ici par une autre : le livre de Margaux Fragoso qui, dans Tigre, Tigre ! (Flammarion, 2012), raconte une autre histoire d’enfant victime de viol,. »

## Genèse
L'écriture de l'ouvrage a une histoire particulière : « il lui a longtemps été impossible de l’écrire, jusqu’à ce qu’il lui devienne impossible de ne pas le faire. »
L'usage de la première personne, d'abord rejeté, s'impose progressivement, notamment à la lecture de L'Adversaire, d'Emmanuel Carrère. En 2018, la participation de l'auteure à des rencontres zapatistes au Chiapas, qui portaient sur les violences faites aux femmes, la convainc d'entreprendre le récit de sa propre histoire. Ce récit est d'abord commencé en espagnol, puis rédigé en français, langue qui contient une partie importante de son expérience, notamment la question de la domination par le langage qu’a voulu lui imposer son beau-père.

## Réception critique
Le roman vaut à son auteure le prix littéraire du Monde, le prix Les Inrockuptibles, le prix Femina, le Prix Blù Jean-Marc Roberts, le Choix Goncourt de la Suisse, ainsi que le prix Goncourt des lycéens 2023.
Pour Livres Hebdo, le livre explore « le traumatisme ainsi que le pouvoir et l'impuissance de la littérature pour raconter l'inceste et le viol. » Pour Libération, ce roman n'esthétise pas son objet, mais « il relève bien de la littérature, tant il est construit et écrit avec une acuité rare. » Pour Mediapart, « l'autrice trace le plus beau des chemins de sortie : au pouvoir absolu que prétend exercer le violeur, il oppose la force d'une pensée contradictoire, l'intelligence de la discordance. » Pour Télérama, « Triste Tigre n’est ni un roman, ni un récit autobiographique ou une confession, mais il se rapproche de l'enquête, et pose des questions profondes et essentielles. » Pour Le Monde, « le roman  bouleverse par son intelligence, sa puissance, son honnêteté radicale qui parvient, bravache, à ménager une place à l'humour. » Pour Le Parisien (et aussi son édition nationale appelée Aujourd'hui en France), « encensés par les critiques et les libraires - le bouche à oreille est dithyrambique - 
la Colère et l'envie de Alice Renard et Triste Tigre de Neige Sinno se sont installés parmi les meilleures ventes de romans » dès leur parution.
En octobre 2023, le livre est retiré du CDI du lycée La Mennais de Ploërmel, entraînant un débat sur la question de la censure.

## Ventes
Triste tigre est le cinquième livre tous types et tout genre confondu, et le troisième roman, le plus vendu en France en 2023.

## Édition
- Neige Sinno, Triste tigre, Paris, Éditions P.O.L, 2023, 288 p. (ISBN 2818058260, présentation en ligne)